# Deutsche Leichtathletik-Meisterschaften 1919
Die 21. Deutschen Leichtathletik-Meisterschaften wurden vom 23. bis zum 24. August 1919 in Nürnberg ausgetragen. Es waren die letzten Meisterschaften ohne Frauenbeteiligung.

## Wettbewerbsprogramm
Es gab einige Änderungen im Programm:
- Erstmals im Angebot:
  - 5000-Meter-Lauf
  - 10.000-Meter-Lauf
  - 4-mal-100-Meter-Staffel
- Wettbewerbe, die während der Kriegsjahre ausgefallen waren und nun wieder aufgenommen wurden:
  - 3000 m Hindernis
  - Zehnkampf
  - Waldlauf einschließlich Mannschaftswertung
- Nicht mehr im Programm:
  - 7500-Meter-Lauf – wurde seit 1910 angeboten

Die Geher mussten noch ein Jahr länger auf die Wiederaufnahme warten. Auch der nicht offiziell zum Programm der Deutschen Meisterschaften gehörende sogenannte Deutsche Marathonlauf wurde in diesem Jahr noch nicht ausgetragen, sondern kam erst im kommenden Jahr wieder ins Angebot.

## Ausgelagerte Disziplinen
Zwei Wettbewerbe wurden ausgelagert:
- Zehnkampf – Berlin, 27./28. September
- Waldlauf (Männer) mit Einzel- und Mannschaftswertung – Berlin, 19. Oktober

## Medaillengewinner
Die folgende Übersicht fasst die Medaillengewinner aller Wettbewerbe von 1919 zusammen.
| Disziplin                                      | Gold                                                             | Leistung       | Silber                                                          | Leistung    | Bronze                                                   | Leistung     |
| ---------------------------------------------- | ---------------------------------------------------------------- | -------------- | --------------------------------------------------------------- | ----------- | -------------------------------------------------------- | ------------ |
| 100 m                                          | Richard Rau (SCC Berlin)                                         | 11,1 s0        | Josef Schmid (TSV 1860 München)                                 | 11,2 s0     | Willi Dünker (TSV Düsseldorf 1847)                       | 11,2 s0      |
| 200 m                                          | Arthur Reinhardt (TSV 1860 München)                              | 23,4 s0        | Richard Rau (SCC Berlin)                                        |             | Willi Dünker (TSV Düsseldorf 1847)                       |              |
| 400 m                                          | Adolf Leber (TSV 1860 München)                                   | 52,6 s0        | Gerhard Gellert (SC Teutonia 99 Berlin)                         | 52,7 s0     | Franz Preßlmeier (SCC Berlin)                            | 53,3 s0      |
| 800 m                                          | Otto Meissner (BV Hohenzollern Merseburg)                        | 2:08,2 min     | Max Hoffmann (TG Charlottenburg Berlin)                         | 2:09,6 min  | Walter Dähnert (Magdeburger FC Viktoria 1896)            | 2:09,8 min   |
| 1500 m                                         | Fritz Franz (SpVgg Fürth)                                        | 4:22,0 min     | Richard Lauterbach (Leipziger BC 1893)                          |             | Walter Roegind (TV Düsseldorf 1847)                      | 4:23,2 min   |
| 5000 m                                         | Carl Krümmel (TSV 1860 München)                                  | 16:35,5 min    | Jean Kastenholz (Kölner BC 01)                                  |             | Otto Tornow (Neuköllner SC)                              |              |
| 10.000 m                                       | Hermann Sonnenberg (Eintracht Braunschweig)                      | 34:17,8 min    | Jean Kastenholz (Kölner BC 01)                                  |             | Martin Ruppert (Berliner AK 07)                          |              |
| 110 m Hürden                                   | Otto Röhr (Dortmunder SC 95)                                     | 16,4 s0        | Rudolf Kämmerer (Berliner Turnerschaft)                         | 17,4 s0     | Ernst Söllinger (TSV 1860 München)                       |              |
| 3000 m Hindernis                               | Emil Bedarff (Düsseldorfer SC 99)                                | 10:10,4 min    | Walter Roegind (TSV Düsseldorf 1847)                            | 10:18,0 min | Heinrich Jentzsch (SCC Berlin)                           | 10:32,0 min  |
| 4 × 100 m Staffel                              | Frankfurter FVAlex Weider Hans Mäulen Fritz Reis Fritz Angstmann | 45,0 s0        | TSV 1860 MünchenJosef Schmid Arthur Reinhardt Adolf Leber Ruff  | 45,1 s0     | Berliner SCBratsch Rolf Krüger Karl Glaser Arthur Schoch | 45,6 s0      |
| Hochsprung                                     | Ernst Fritzmann (Turngemeinde in Berlin)                         | 1,775 m        | Walter Ball (SCC Berlin)                                        | 1,75 m      | Hans Liesche (Eimsbütteler TV)                           | 1,69 m       |
| Stabhochsprung                                 | Alfred Lehniger (Turngemeinde in Berlin)                         | 3,42 m         | Josef Wege (Stettiner TV)                                       | 3,32 m      | Ludwig Gaim (TSV 1860 München)                           | 3,12 m       |
| Weitsprung                                     | Arthur Holz (Charlottenburger Turngilde)                         | 7,05 m         | Josef Schmid (TSV 1860 München)                                 | 6,84 m      | Ernst Söllinger (TSV 1860 München)                       | 6,82 m       |
| Kugelstoßen                                    | Curt Lehr (Stuttgarter Kickers)                                  | 12,84 m        | August Wasserfuhr (SV Cuxhaven)                                 | 12,61 m     | Ernst Söllinger (TSV 1860 München)                       | 12,33 m      |
| Diskuswurf                                     | Xaver Geyer (TSV 1860 München)                                   | 37,82 m        | Emil Junghenn (SV Kurhessen Kassel)                             | 36,55 m     | Wilhelm Schumann (Preußen Insterburg)                    | 35,88 m      |
| Speerwurf                                      | Walter Lüdeke (Berliner SC)                                      | 48,10 m        | Philipp Junium (FC Pfalz Ludwigshafen)                          | 47,31 m     | Hans Blink (VfR Mannheim)                                | 44,81 m      |
| Zehnkampf, offiz. Wert. 2. Zeile: 1985er Wert. | Arthur Holz (Charlottenburger Turngilde)                         | 549 P (5570 P) | Karl Haußmann (Stuttgarter Kickers)                             |             | Rudolf Kobs (Lübeckscher TV Berlin)                      | ? P (5790 P) |
| Waldlauf – ca. 7500 m                          | Richard Lauterbach (Leipziger BC 1893)                           | 29:06,0 min    | Fritz Blankenburg (BTSV 1850 Berlin)                            |             | Ottomar Krupski (SCC Berlin)                             |              |
| Waldlauf, Mannschaftswertung                   | SCC BerlinOttomar Krupski Rudolf Voß Erich Michael               | 64 P           | BTSV 1850 BerlinFritz Blankenburg Paul Zimmer Wilhelm Timoszeit | 56 P        | Berliner SCErnst Hampes Rest unbekannt                   | 50 P         |